# Haradzeya
Haradzeya (bielorruso: Гарадзе́я) o Gorodeya (ruso: Городе́я) es un asentamiento de tipo urbano de Bielorrusia, perteneciente al raión de Niasvizh de la provincia de Minsk.
En 2023, el asentamiento tenía una población de 3643 habitantes. Es sede de un consejo rural que incluye veinte pedanías que suman otros tres mil seiscientos habitantes.
Se ubica a medio camino entre Mir y Niasvizh sobre la carretera P11.

## Historia
Se conoce la existencia de la localidad desde 1530, cuando era un pueblo del Gran Ducado de Lituania. Desde 1575 pasó a pertenecer a la familia noble Radziwiłł. Un siglo después de incorporarse al Imperio ruso en las Particiones, en 1871 comenzó a desarrollarse como poblado ferroviario, al abrirse aquí una estación de la línea de ferrocarril de Moscú a Brest. Según la Paz de Riga de 1921, se integró en la Segunda República Polaca, hasta que en 1939 pasó a formar parte de la RSS de Bielorrusia, que en 1940 le dio el estatus de asentamiento de tipo urbano.

## Deportes
- FC Gorodeya